# Hieronim Canavesi
Hieronim Canavesi (wł. Girolamo Canavesi, ur. ok. 1525 prawdopodobnie w Mediolanie, zm. 11 listopada 1582 w Krakowie) – włoski rzeźbiarz, od ok. 1562 r. był w Polsce nadwornym artystą Zygmunta Augusta.

## Życiorys
Urodził się w 1. poł. XVI wieku we Włoszech, prawdopodobnie w Mediolanie, który należał wówczas do Królestwa Francji. W 2 poł. XVI wieku został wysłany do Królestwa Polskiego. Gdy w 1573 roku otrzymał obywatelstwo miasta Krakowa, przy wpisie do księgi miejskiej zanotowano, że pochodził z Mediolanu (łac. Mediolanensis). Podobne określenie znajduje się na grobowcu rzeźbiarza. Najstarszy zapis krakowski dotyczący Canavesiego pochodzi z 1562 roku. Rzeźbiarz źle wykonał nagrobek dla zarządzającego kopalnią soli na terenach wschodnich królestwa Stanisława Orlika i zmuszony był przez wdowę po zmarłym Katarzynę do ponownego wykonania zamówienia. W 1574 roku rodzina zapłaciła Canavesiemu za wykonaną pracę. Nagrobek istniał do 1850 roku w Kościele Dominikanów przy ul. Stolarskiej. Uległ zniszczeniu w wyniku pożaru.
Canavesi współpracował w Polsce z Janem Marią Padovano. Tworzył głównie nagrobki, z ornamentyką w stylu renesansu niderlandzkiego i z charakterystycznym łączeniem marmurów o różnych barwach.
Warsztat rzeźbiarski Canavesiego w Krakowie znajdował się przy ul. Floriańskiej. Artysta był właścicielem kamienicy, którą zostawił w spadku dzieciom. Canavesi był żonaty z Giulią Buzeti. Małżeństwo miało dwóch synów (jednym był Andrzej, wójt tarnobrzeski) i cztery córki. Rzeźbiarz zmarł w 1582 roku w Krakowie.

## Dzieła
Źródła wymieniają następujące prace Canavesiego:
- nagrobek Stanisława i Katarzyny Orlików w Kościele Dominikanów w Krakowie z 1574 (niezachowany)
- nagrobki Górków w katedrze w Poznaniu z 1574 (opatrzony sygnaturą)
- nagrobek biskupa Adama Konarskiego w katedrze w Poznaniu z 1576 (opatrzony sygnaturą)
- nagrobek S. Maleszewskiego w krużgankach klasztoru dominikanów w Krakowie (przypisywany)
- nagrobek Jakuba Rokossowskiego w kościele kolegiackim w Szamotułach (przypisywany)
- nagrobek Kacpra Wielogłowskiego w kościele parafialnym Czchowie (przypisywany)
- nagrobek abpa Mikołaja Dzierzgowskiego w Gnieźnie (warsztat Padovana, wykonanie Canavesiego)
- epitafium Jana Bera na zewnątrz Kościoła Mariackiego w Krakowie (przypisywane)
- statuy nagrobne Katarzyny Tęczyńskiej i Katarzyny Barzy w kościele parafialnym w Książu Wielkim (przypisywane)
- statua abpa Jana Przerębskiego w katedrze w Łowiczu
- nagrobek Jana Mrowińskiego w kościele św. Katarzyny w Krakowie
- nagrobek bpa Franciszka Krasiński w kolegiacie w Bodzentynie
- nagrobek Jana Tęczyńskiego w Książu Wielkim

## Galeria

### Wybrane dzieła

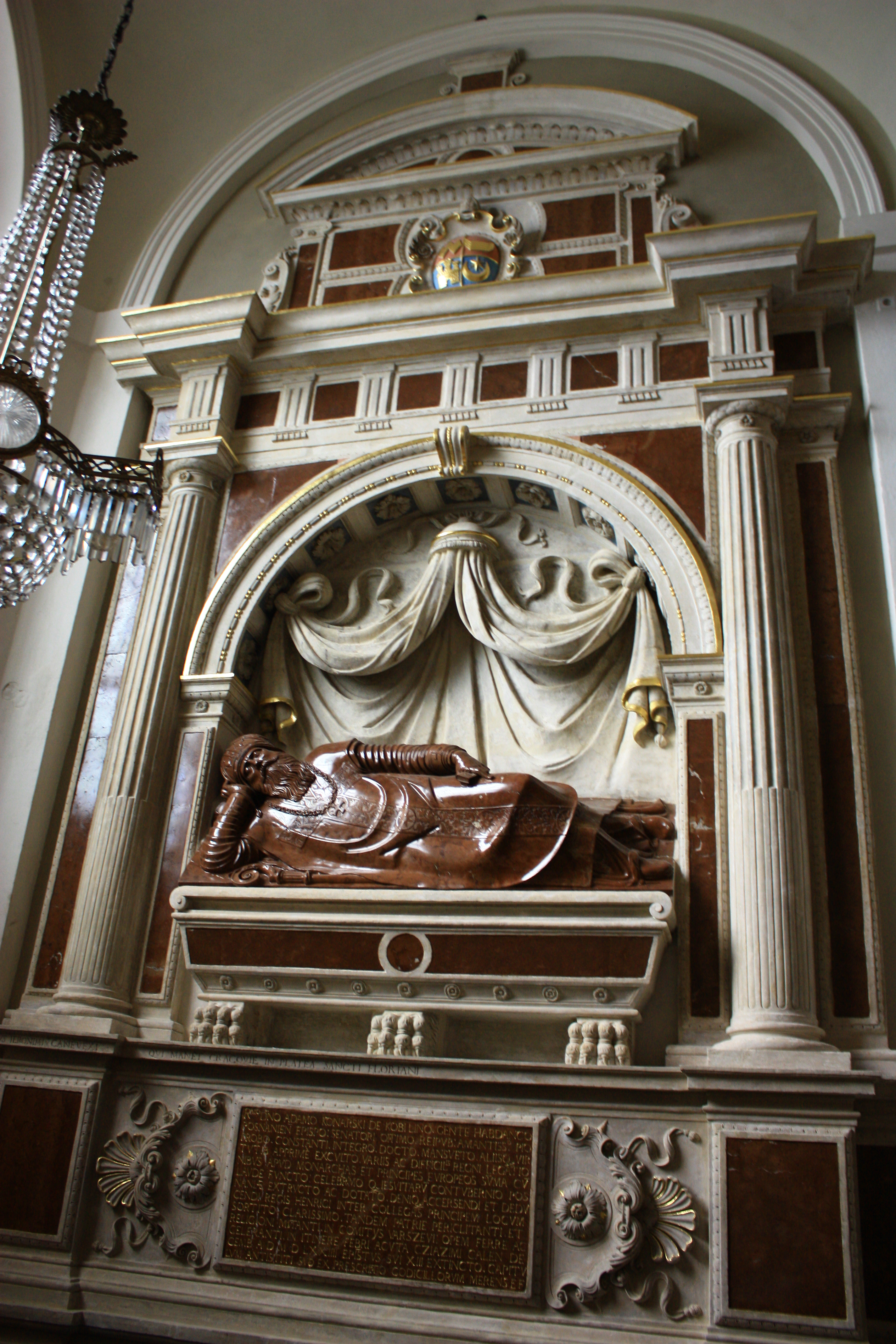
nagrobek bpa Adama Konarskiego, Poznań
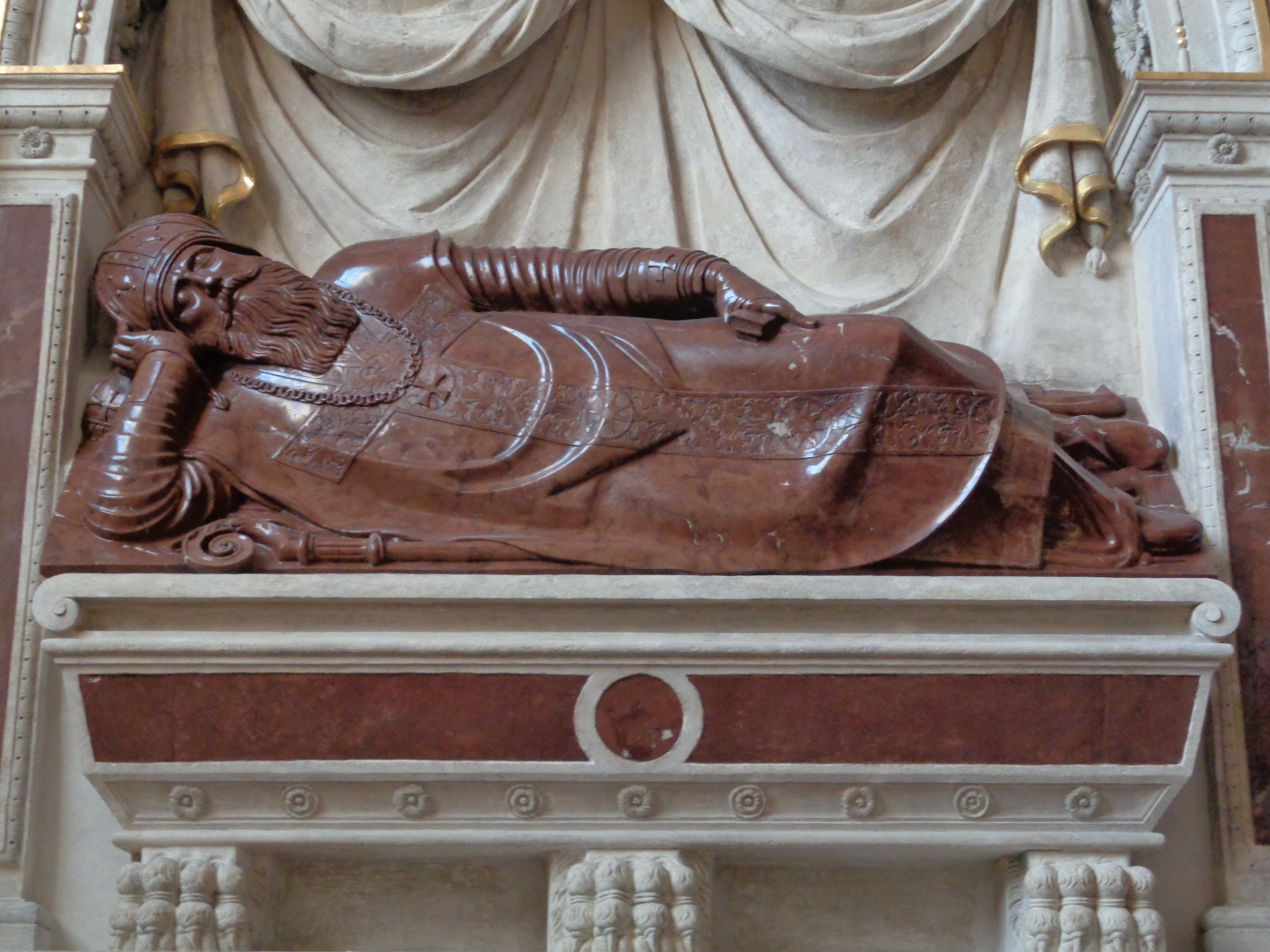
nagrobek bpa Adama Konarskiego, Poznań
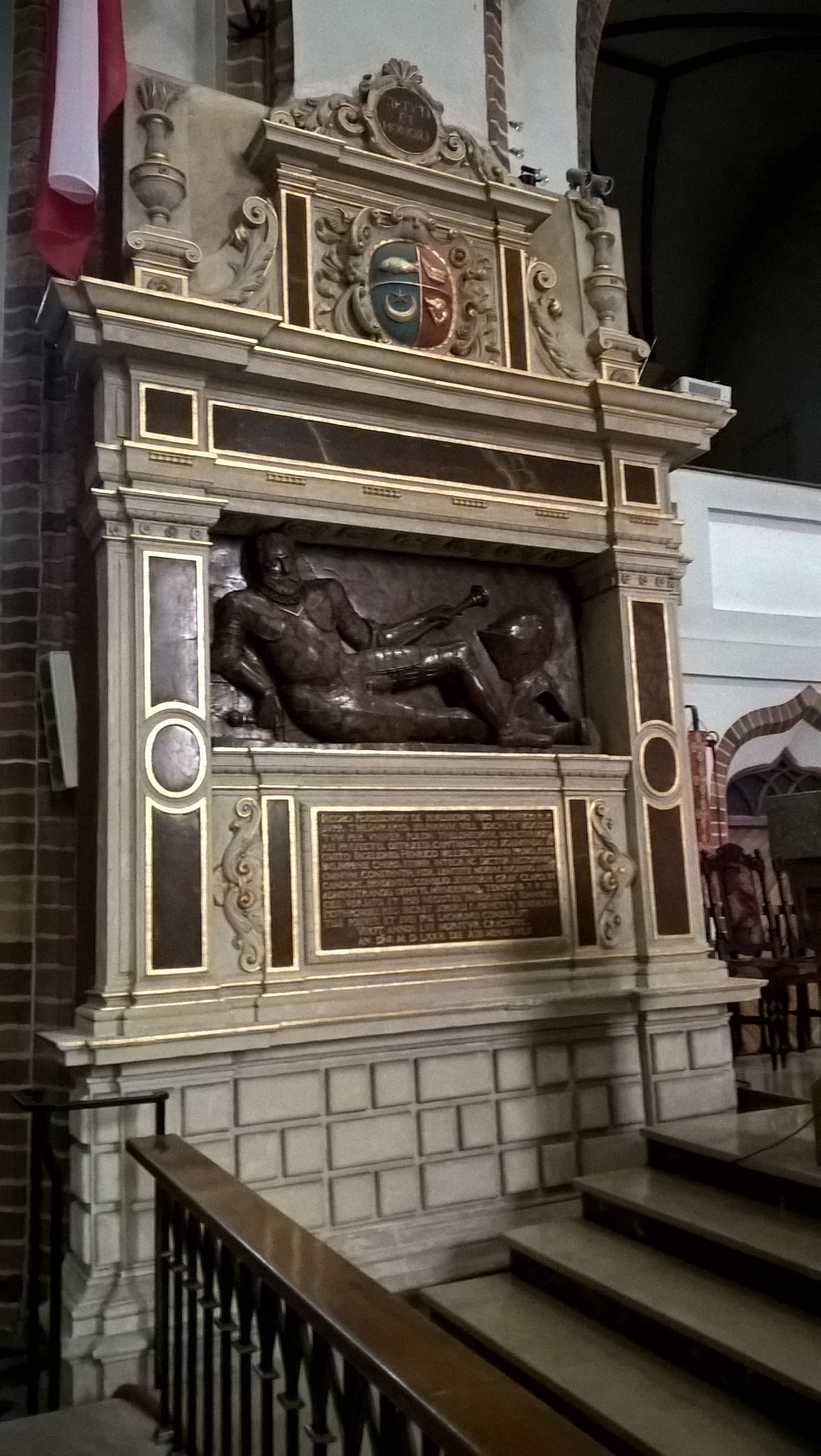
nagrobek Jakuba Rokossowskiego, Szamotuły
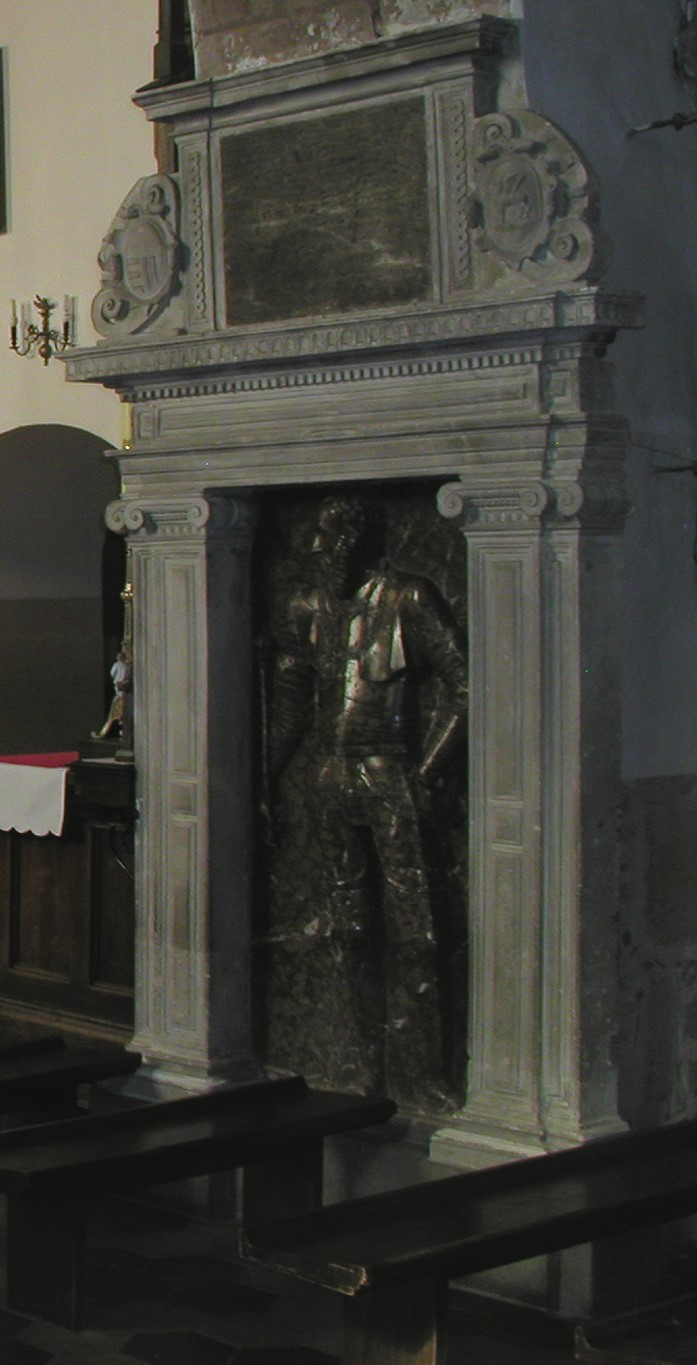
nagrobek Kacpra Wielogłowskiego, Czchów

## Literatura dodatkowa
- Krystyna Sinko-Popielowa: Canavesi Hieronim. W: Polski Słownik Biograficzny. T. 3: Brożek Jan – Chwalczewski Franciszek. Kraków: Polska Akademia Umiejętności – Skład Główny w Księgarniach Gebethnera i Wolffa, 1937, s. 199–200. Reprint: Zakład Narodowy im. Ossolińskich, Kraków 1989, ISBN 83-04-03291-0